# Золотой зал Аугсбургской ратуши

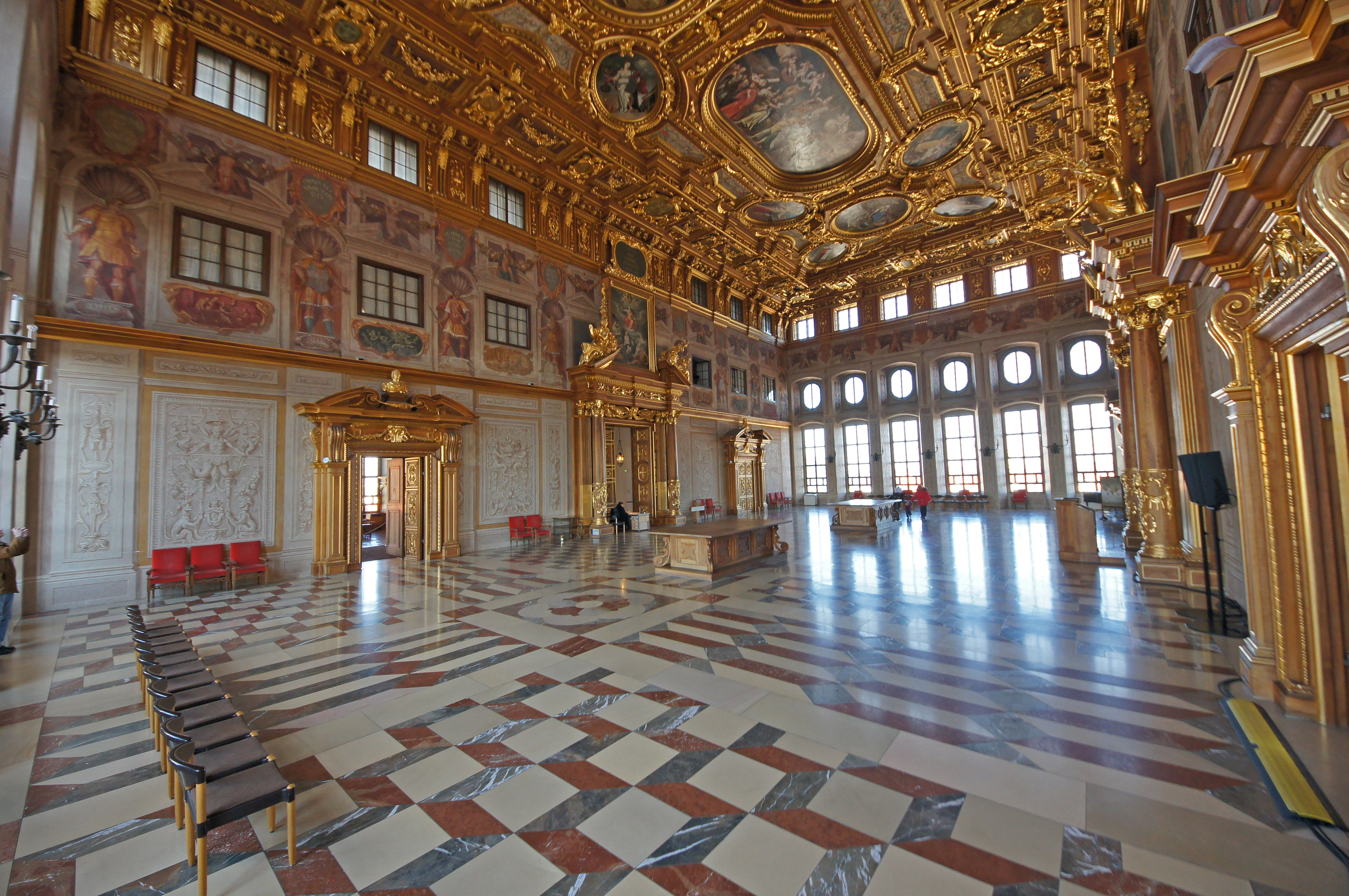
Золотой зал Аугсбургской ратуши

Золотой зал — парадный зал в ратуше Аугсбурга. Это один из важнейших памятников культуры позднего Возрождения в Германии и одна из важнейших достопримечательностей Аугсбурга. Историческая отделка, разрушенная в 1944 году, была реконструирована в 1980 году по случаю 2000-летия города и окончательно завершена к 1996 году.

## Описание

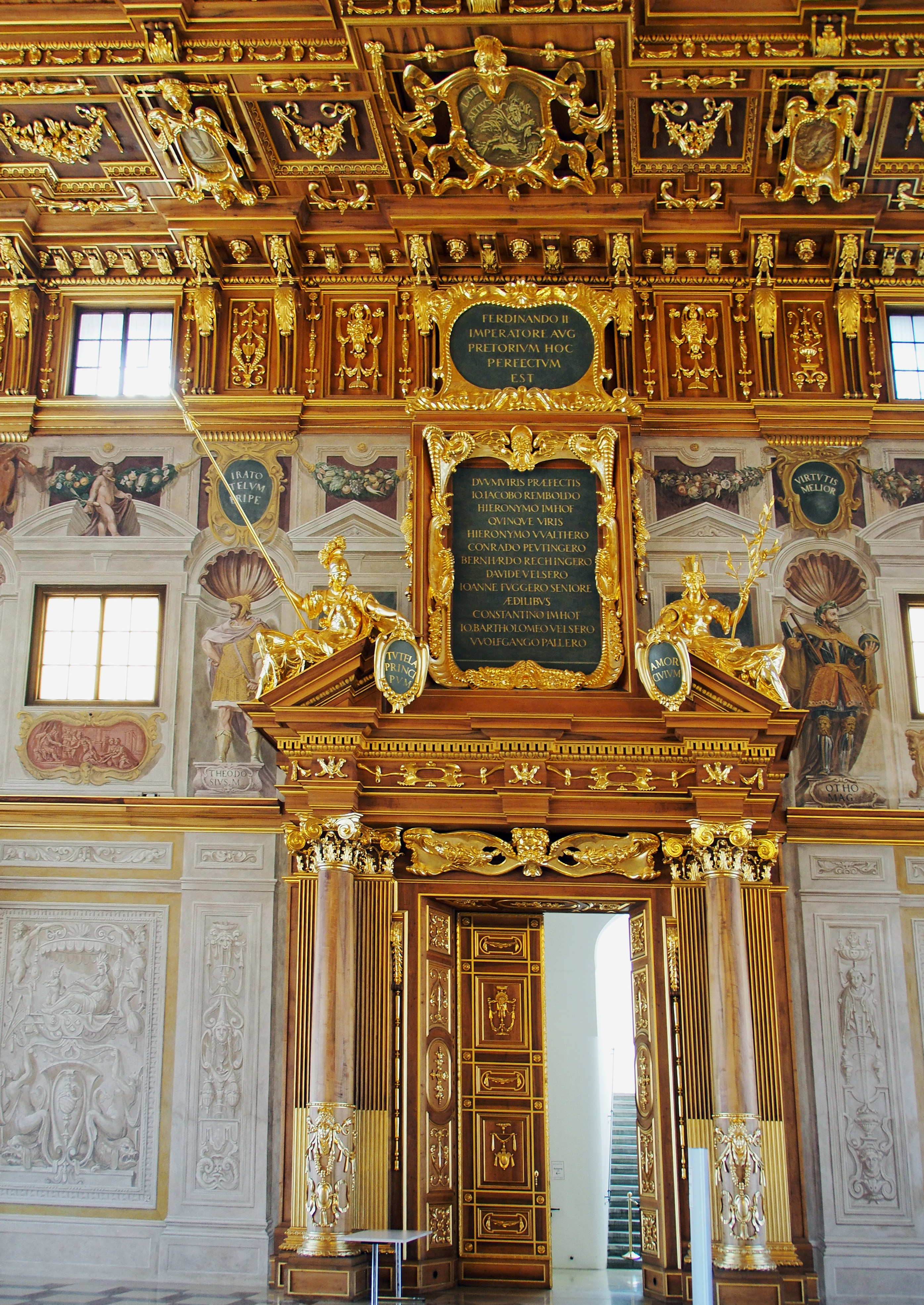
Панель с надписью с именами советников, ответственных за строительство зала, аугсбургских патрициев, в том числе Фуггера.

Золотой зал, расположенный на втором этаже ратуши Аугсбурга, занимает площадь 552 м² с высотой потолка 14 метров. Благодаря впечатляющим порталам, роскошной настенной росписи и, наконец, великолепному кессонному потолку, он уже на момент своего создания считался изюминкой художественного дизайна интерьера. Зал получил  название из-за богатых золотых украшений, украшающих его обстановку.
К залу примыкают четыре так называемые княжеские комнаты, первоначально служившие убежищем для высокопоставленных гостей городского совета. Помещения, утраченные во время Второй мировой войны, реконструированы.

## История

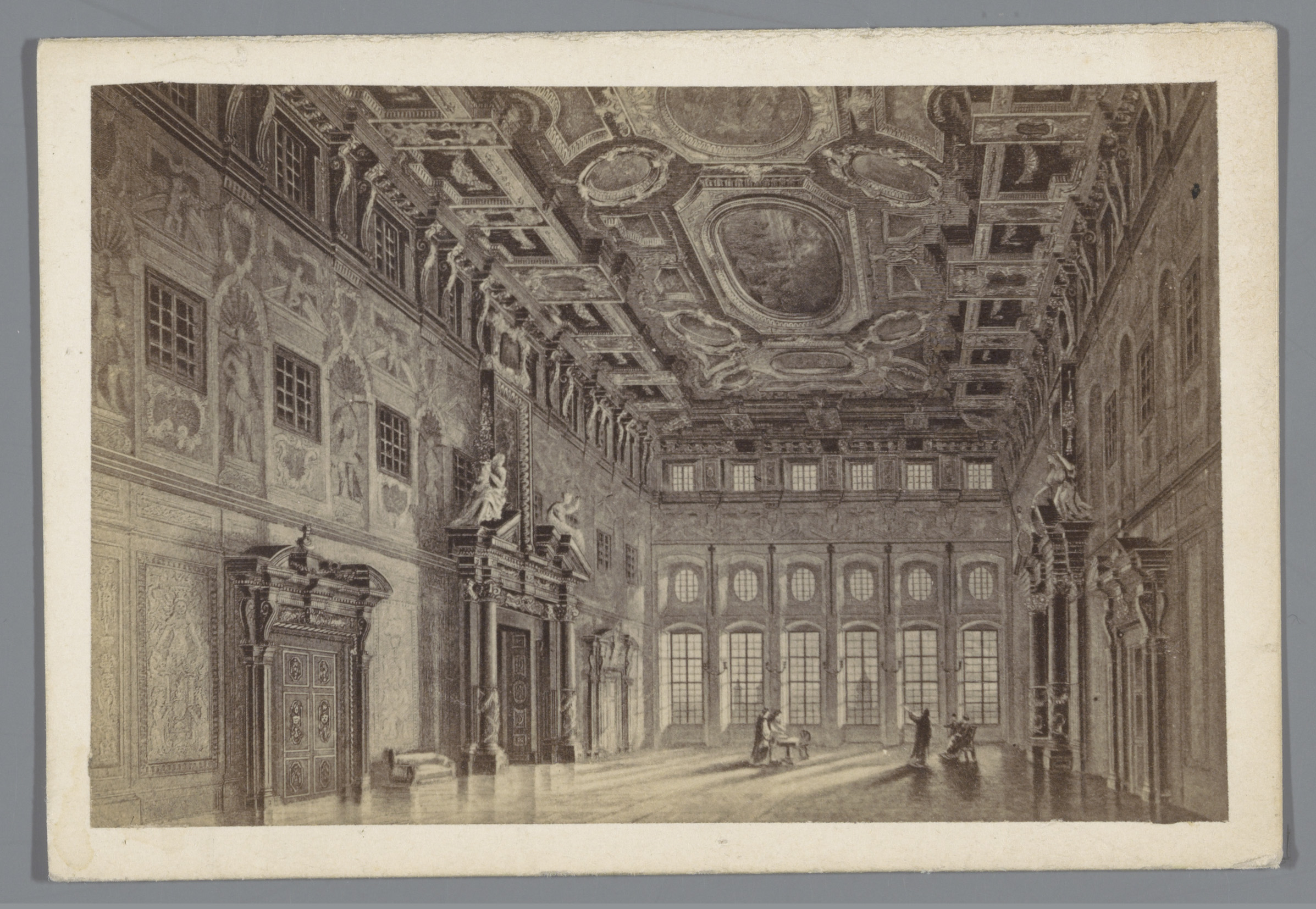
Гравюра Золотого зала

### Происхождение и использование
Золотой зал является центральным элементом ратуши Аугсбурга, которая была построена между 1615 и 1620 годами по проекту Элиаса Холля как императорский зал и представительное место для Рейхстага. Позолоченный кессонный потолок, вырезанный из орехового дерева, был выполнен мастером-плотником Вольфгангом Эбнером в период с 1619 по 1622 год. 
Иоганн Маттиас Кагер создал программу изображений на основе идей иезуита Маттеуса Радера и предварительных рисунков мюнхенского придворного художника Петера Кандида.
Внутренние работы были в основном завершены к 1624 году, завершение Золотого зала было отложено до 1643 года.
Золотой зал изначально был построен как место заседаний Рейхстага, но Тридцатилетняя война и определение Регенсбурга местом расположения Вечного Рейхстага привели к тому, что Рейхстаг собирался в Аугсбурге только в 1713 и 1714 годах после того, как вспыхнула чума.  С момента завершения Золотой зал использовался, в основном, для городских приёмов и как зал для собраний.
Комната также неоднократно была ареной важных межрегиональных событий, таких как избрание Фердинанда IV римско-германским королем в 1653 году и банкет по случаю коронации Иосифа I 26 января 1690 года. Комнату посетил император Франц II. Золотой зал в 1792 году вместе со своей женой Марией Терезией Бурбон-Неаполитанской. В 1891 году Отто фон Бисмарк был гостем аугсбургского магистрата и был удостоен почетного гражданства города в Золотом зале. В 1914 году последний баварский король Людвиг III устроил в Золотом зале \ банкет.

## Разрушение и реконструкция

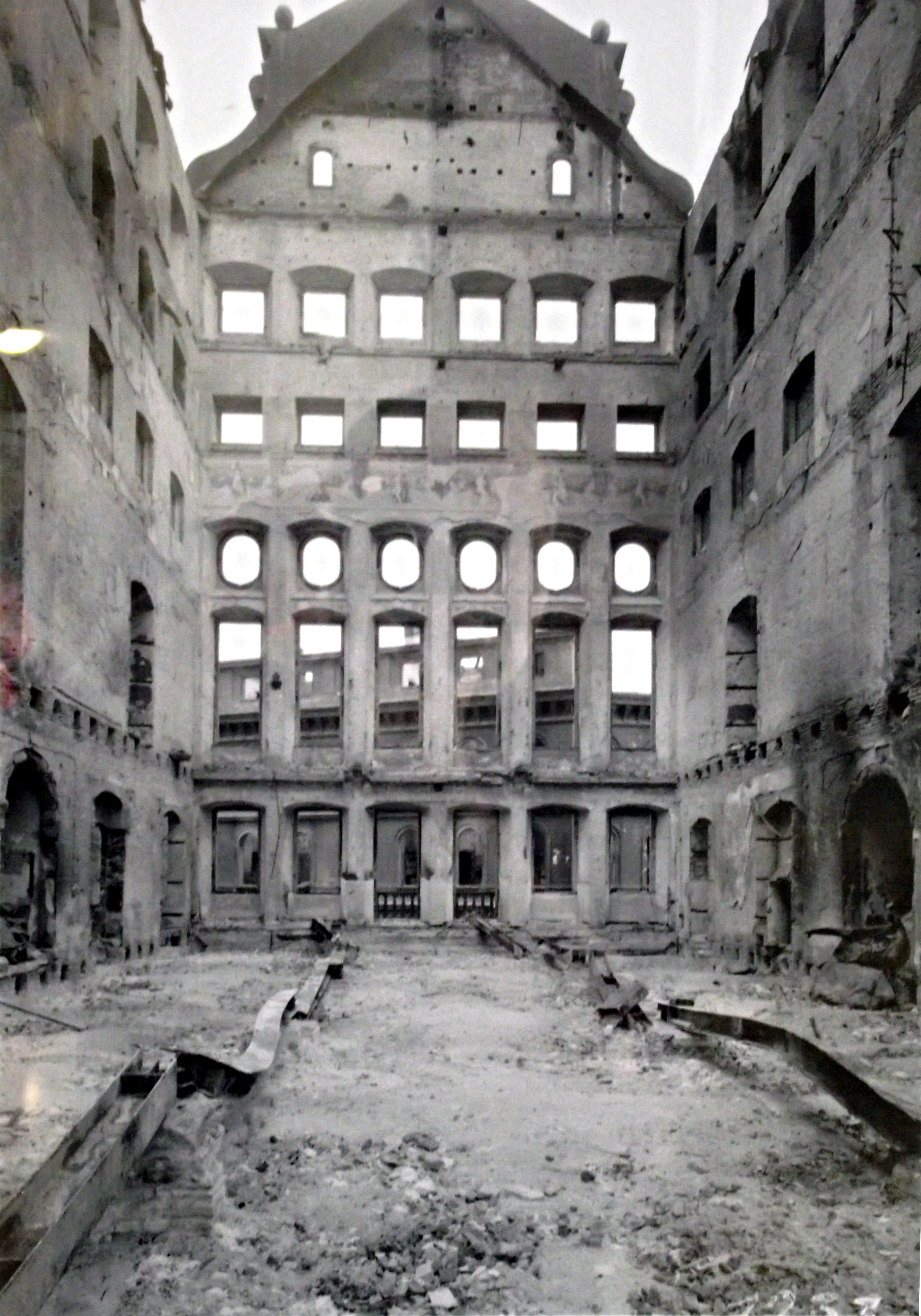
Золотой зал был полностью разрушен во время авианалётов в конце февраля 1944 года.

Во время разрушительной бомбардировки британских Королевских ВВС в ночь с 25 на 26 февраля 1944 года ратуша Аугсбурга сильно пострадала и сгорела до внешних стен. Золотой зал и Княжеские покои — гордость жителей Аугсбурга на протяжении веков и выражение их гражданской самоуверенности — также были уничтожены пламенем. Удалось сохранить лишь несколько остатков фресок.
После окончания войны ратуша Аугсбурга была перестроена. Однако по историческому образцу был построен только внешний вид, а внутреннее оформление было довольно скудным – в соответствии с современным вкусом. Бывший Золотой зал также остался пустынным временным сооружением: вместо великолепной ренессансной обстановки комната получила простой деревянный потолок, простые двери, стены были оштукатурены белой краской (за исключением остатков настенных росписей), а пол был придан простая стяжка. В таком состоянии зал использовался как выставочный зал до 1980-х годов.
В начале 1980-х годов городской совет Аугсбурга принял решение о восстановлении Золотого зала по случаю предстоящего в 1985 году 2000-летия города. С помощью исторических чертежей и фотографий на первом этапе строительства была проведена базовая реконструкция кессонного потолка. включая роспись потолка, пола и порталов, а 9 января 1985 года Золотой зал был вновь открыт почти в былом великолепии.
Благодаря бесчисленным пожертвованиям и живому интересу жителей Аугсбурга, в последующие годы были восстановлены настенные росписи и богатые золотые украшения, которые когда-то дали название Золотому залу. На золочение Золотого зала было использовано в общей сложности 2,6 кг сусального золота, оно было поставлено фабрикой сусального золота Кюни, которая в то время все еще базировалась в Аугсбурге.  Работы были окончательно завершены в 1996 году, и зал был торжественно открыт – во второй раз и теперь в своём первоначальном состоянии.
Из четырёх примыкающих к залу княжеских комнат пока полностью реконструированы только две. На 2023 год реставраторы и мастера работали над восстановлением третьей княжеской комнаты.

## Роспись потолка и стен

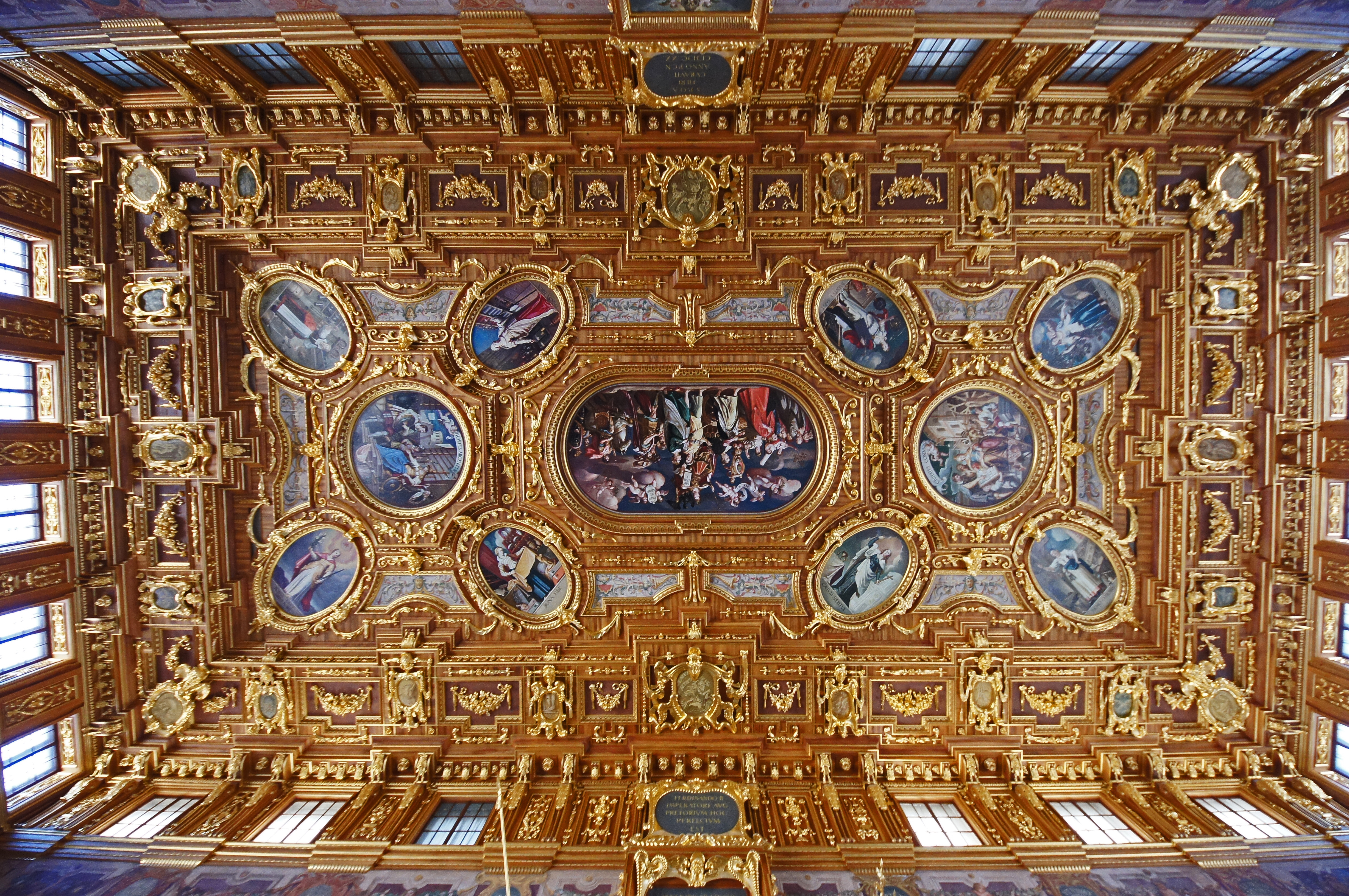
Потолок
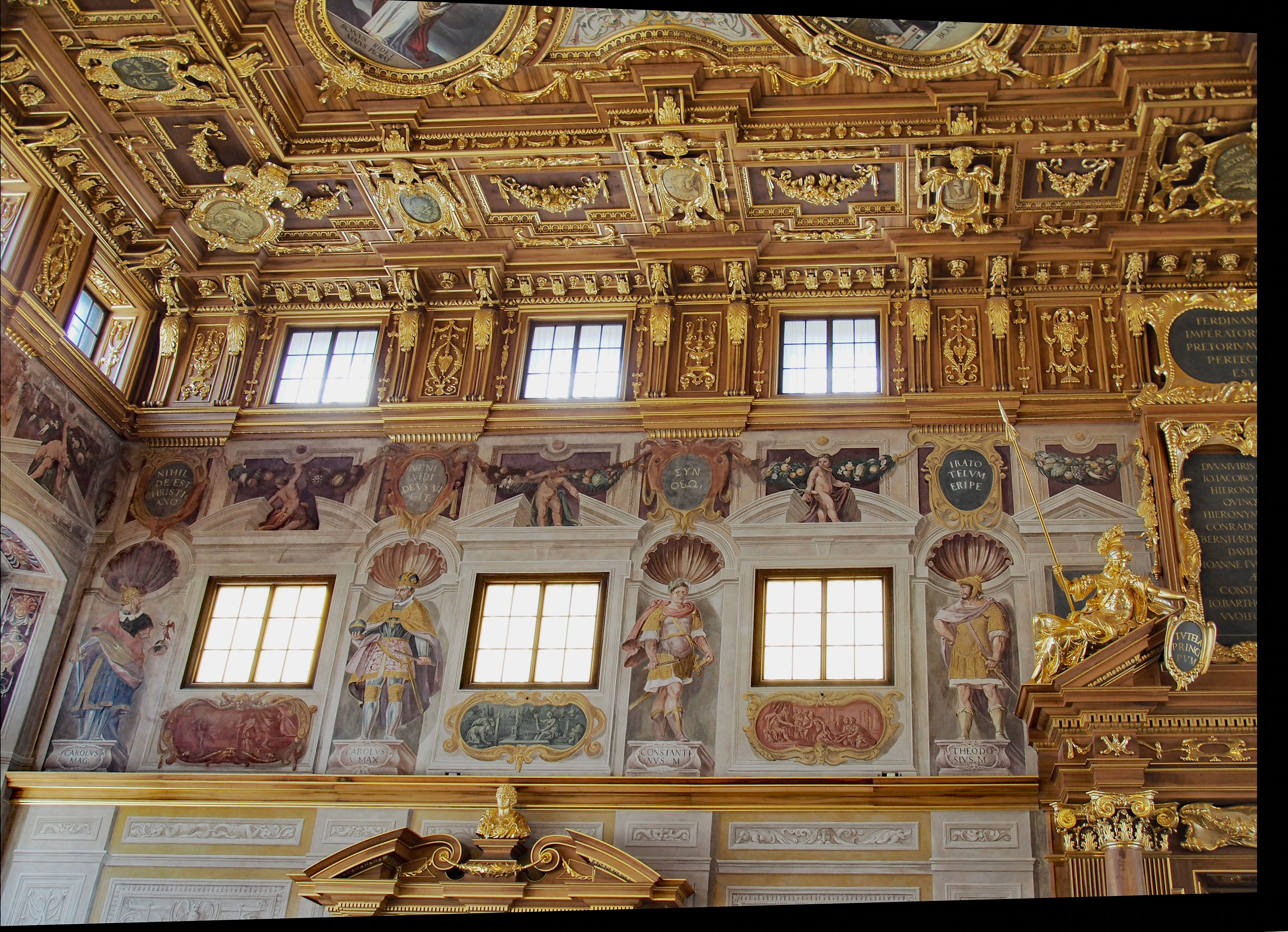
Левая часть южной стены Золотого Саата с портретами кайзеров
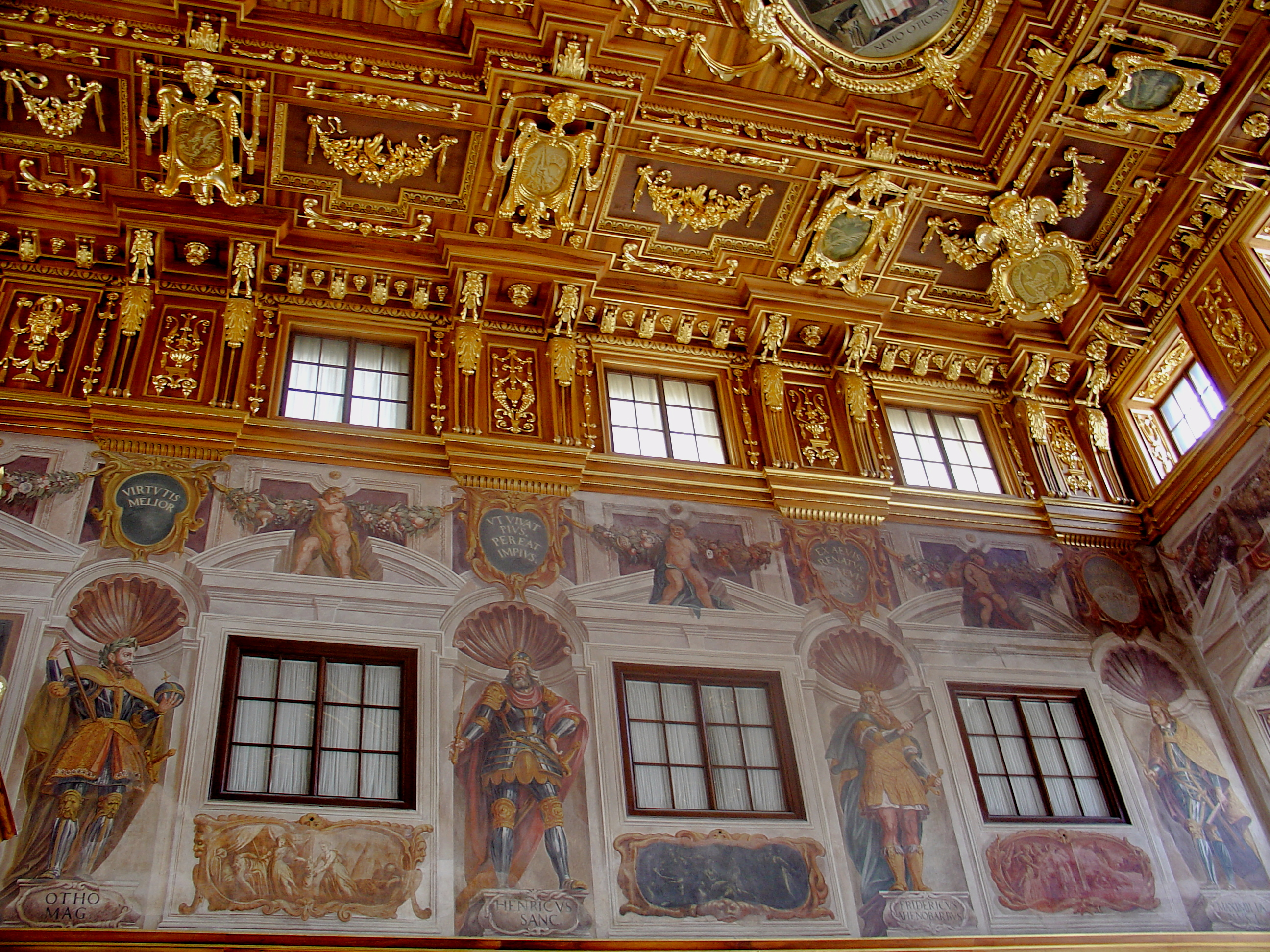
Правая сторона южной стены с портретом кайзеров

Великолепие Золотого зала не в последнюю очередь связано с его многочисленными потолочными и настенными росписями, которые ответственный дизайнер интерьеров Иоганн Матиас Кагер тщательно изготовил и установил в различных размерах и формах. На кессонном потолке, вырезанном из орехового дерева , основная картина — овальное изображение Sapientia (Мудрости), окруженное двумя большими круглыми изображениями. Они, в свою очередь, окружены четырьмя овалами. К внешнему краю потолка также прикреплены 24 эмблемы.
Овальное главное полотно Sapientia площадью 24 м² украшено латинским знаменем, немецкий перевод которого звучит так: «Правители правят через меня».
Западная из двух круглых картин посвящена строительству ратуши Аугсбурга. Там можно увидеть строителя Элиаса Холля вместе с изображением ратуши. Латинский баннер этой картины в немецком переводе гласит: «Города основаны». Картину обрамляют четыре женские фигуры, олицетворяющие аллегории знаний, плодородия, трудолюбия и благочестия. Каждая из картинок украшена соответствующим баннером.
Восточная круглая картина фокусируется на оборонительной силе имперского города Аугсбурга. На баннере написано на латыни: «Враги будут отброшены». Эту картину также обрамляют четыре женские фигуры, которые символизируют искусство врачевания, честность, справедливость и процветание.

### Потолочные картины

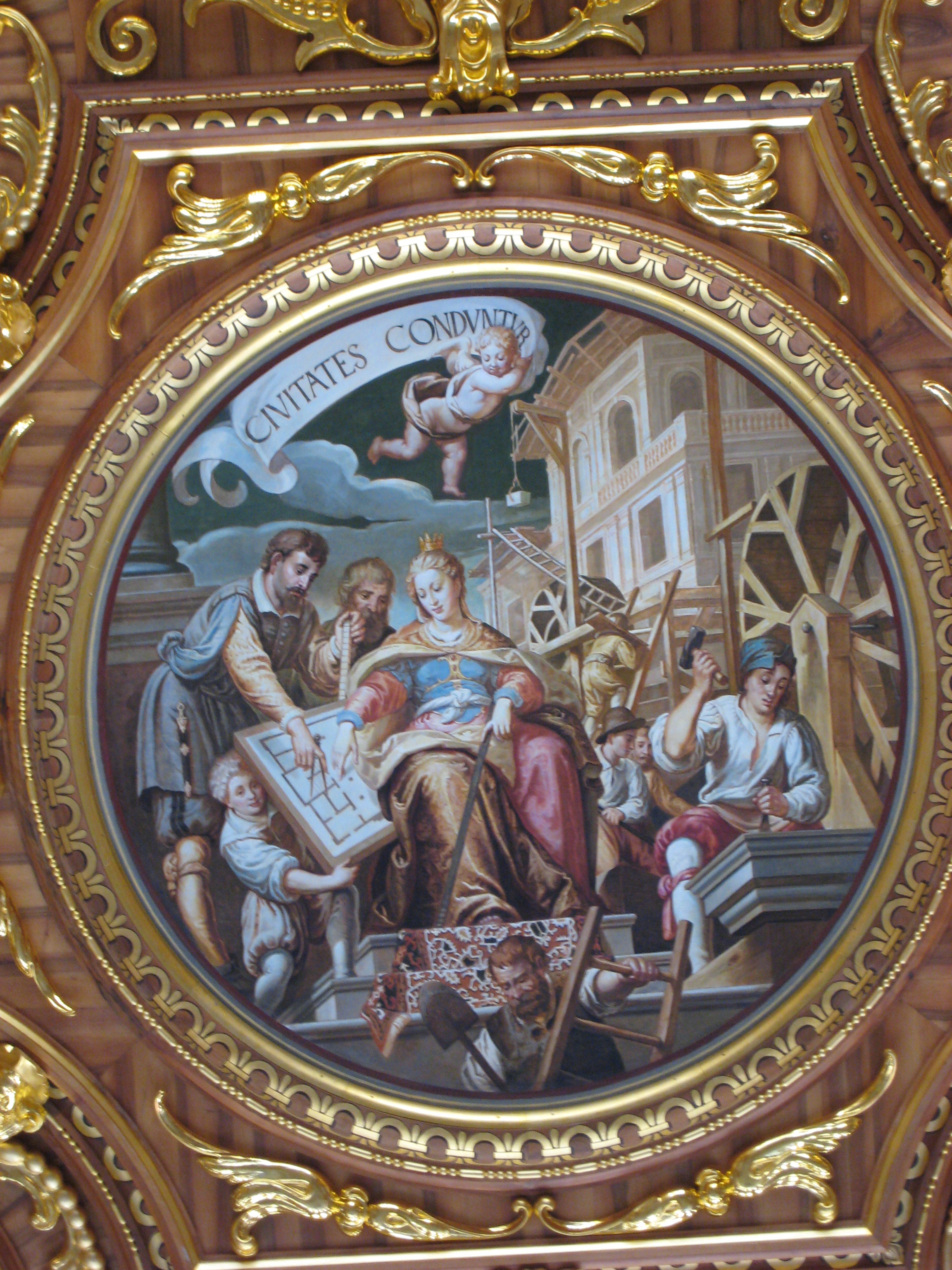
Западное центральное изображение с богиней архитектуры и Элиасом Холлем с циркулем и рисунком
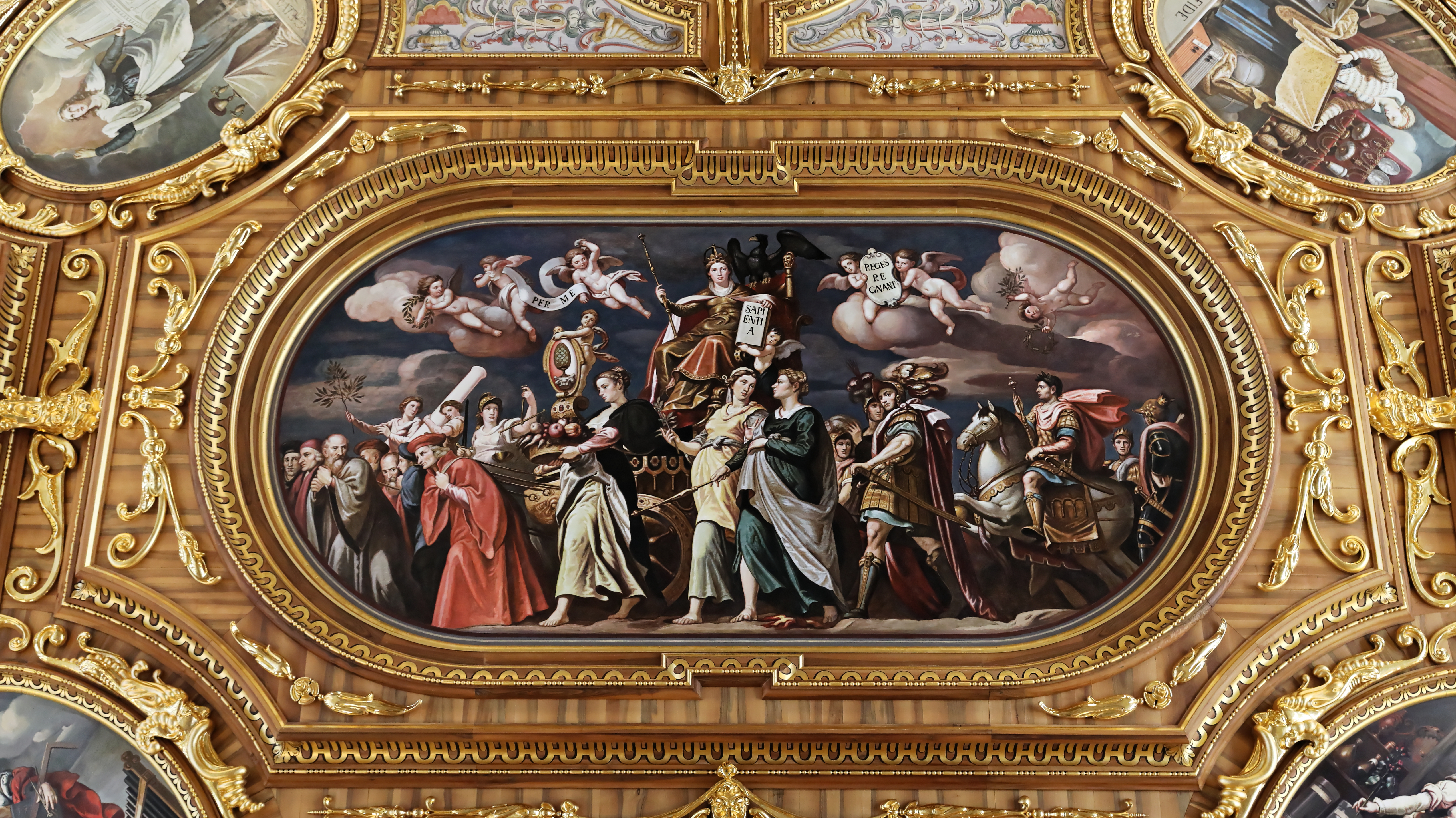
Центральная картина площадью 24 м², на которой изображена «Sapientia» (Мудрость) в виде женщины на триумфальной колеснице, запряженной мудрецами
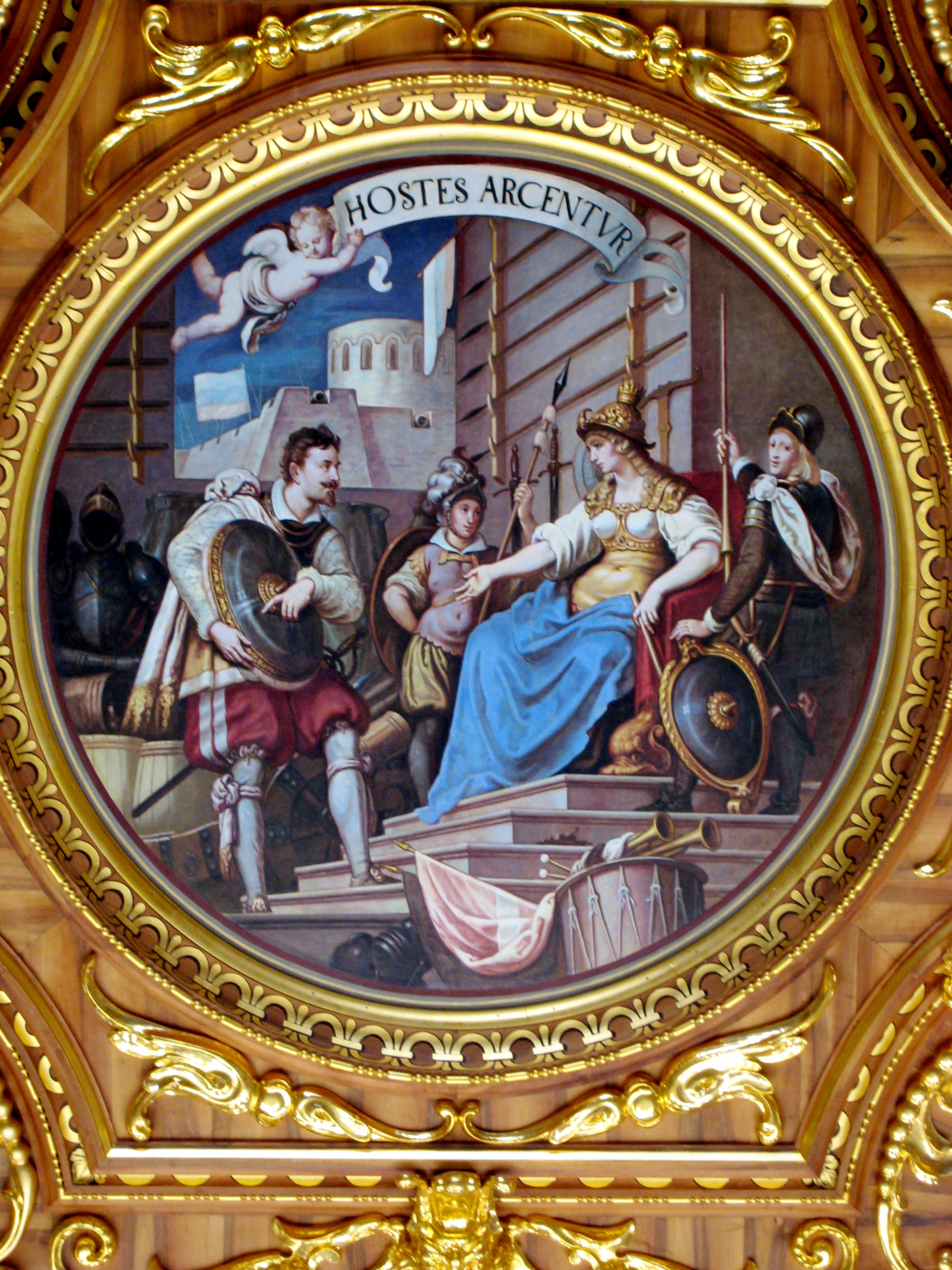
Восточно-центральное изображение с «Минервой Беллоной» (богиней войны)

До разрушения во время Второй мировой войны кессонный потолок подвешивался к балкам крыши ратуши на 27 цепях.
Стены Золотого зала также украшены великолепными картинами. Здесь можно найти изображения римско-германских императоров и всех мастеров, участвовавших в строительстве ратуши. Особо стоит отметить работу аугсбургского художника Ганса Роттенхаммера , которая установлена над одним из порталов и изображает городскую богиню Августу вместе с императорским орлом и четырьмя аугсбургскими реками Лех, Вертах, Зингольд и Брунненбах.

## Княжеская комната
Из Золотого зала в покои принца ведут четыре портала, два из которых к настоящему времени реконструированы. Княжеские покои служили приёмными и гостиными для высокопоставленных гостей. Богато профилированный потолок и простая обшивка стен выполнены из ореха и дуба. В каждой комнате установлена художественная изразцовая печь высотой более пяти метров и весом около трёх тонн. Отапливались дровами из коридора. Также есть секретная дверь, ведущая на лестничную клетку.

Комната принца
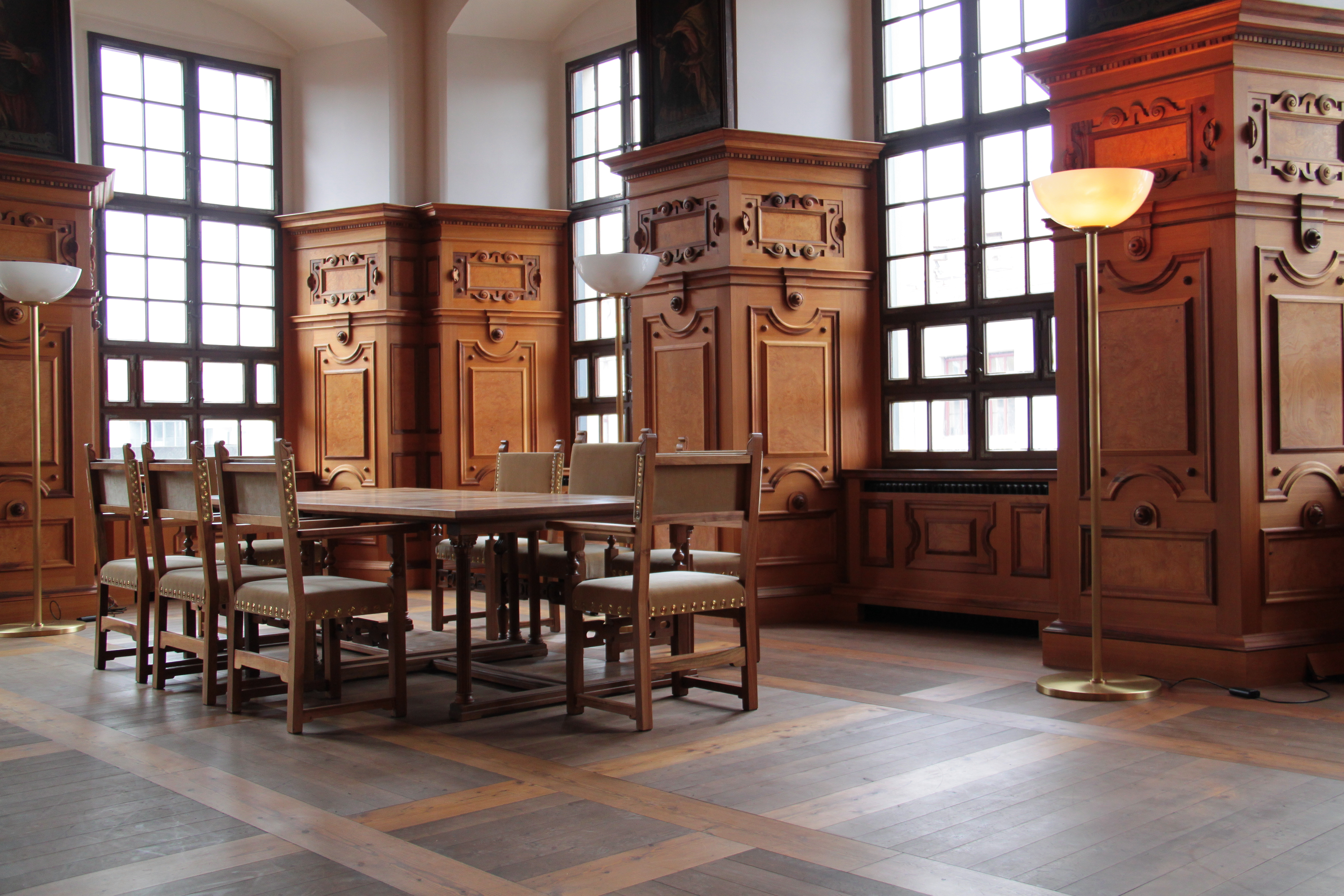
Комната принца
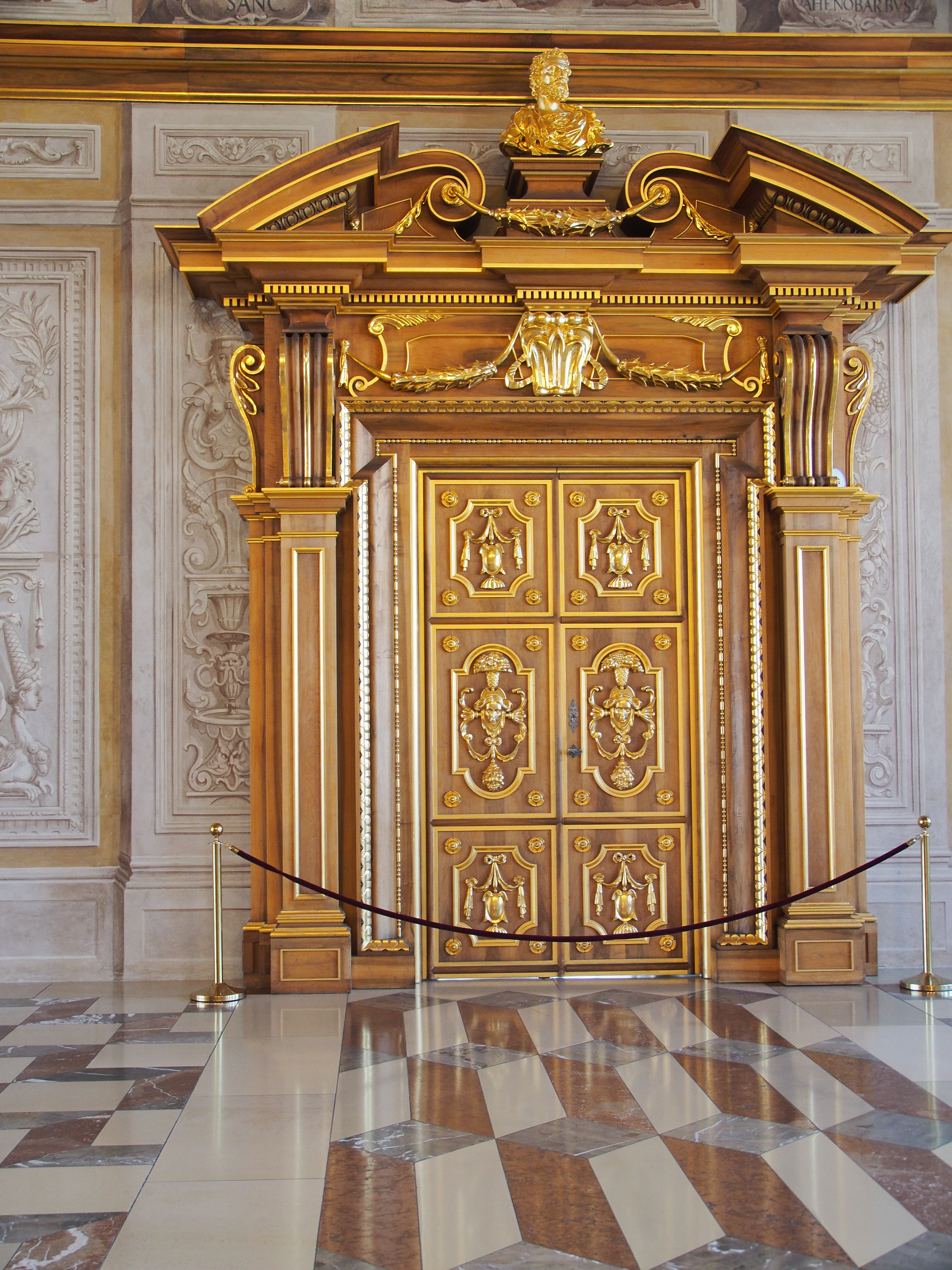
Входной портал
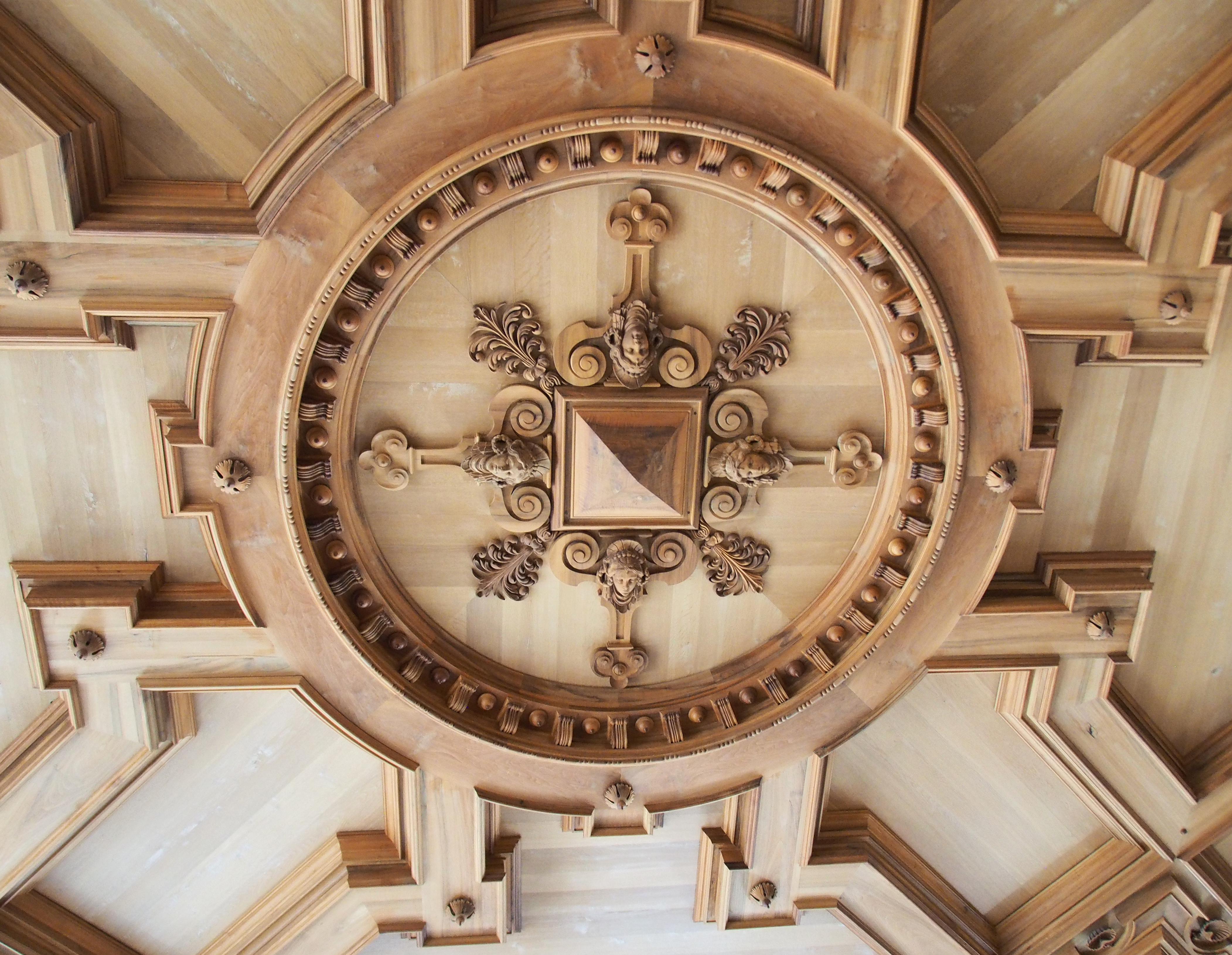
Деревянный потолок
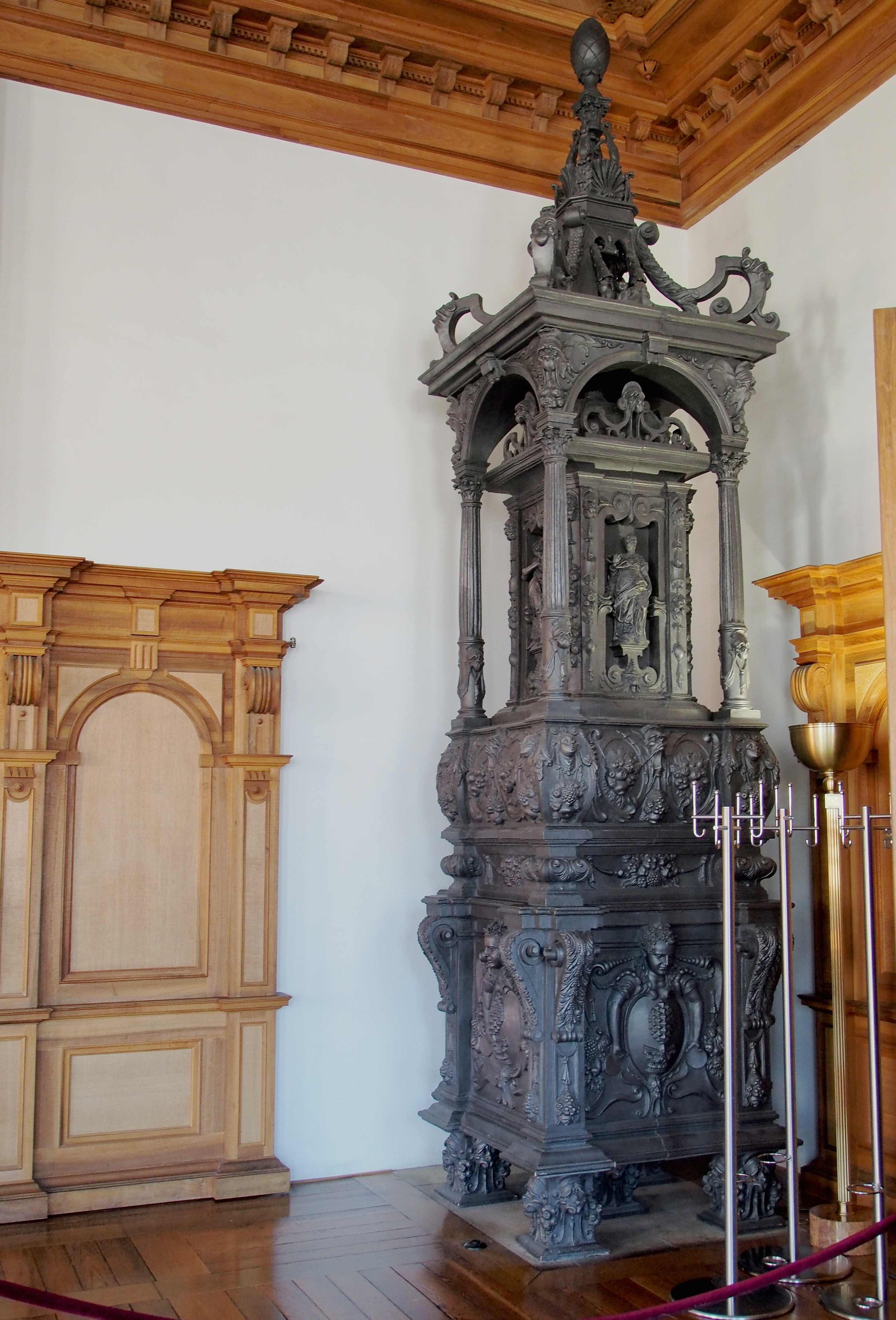
Изразцовая печь
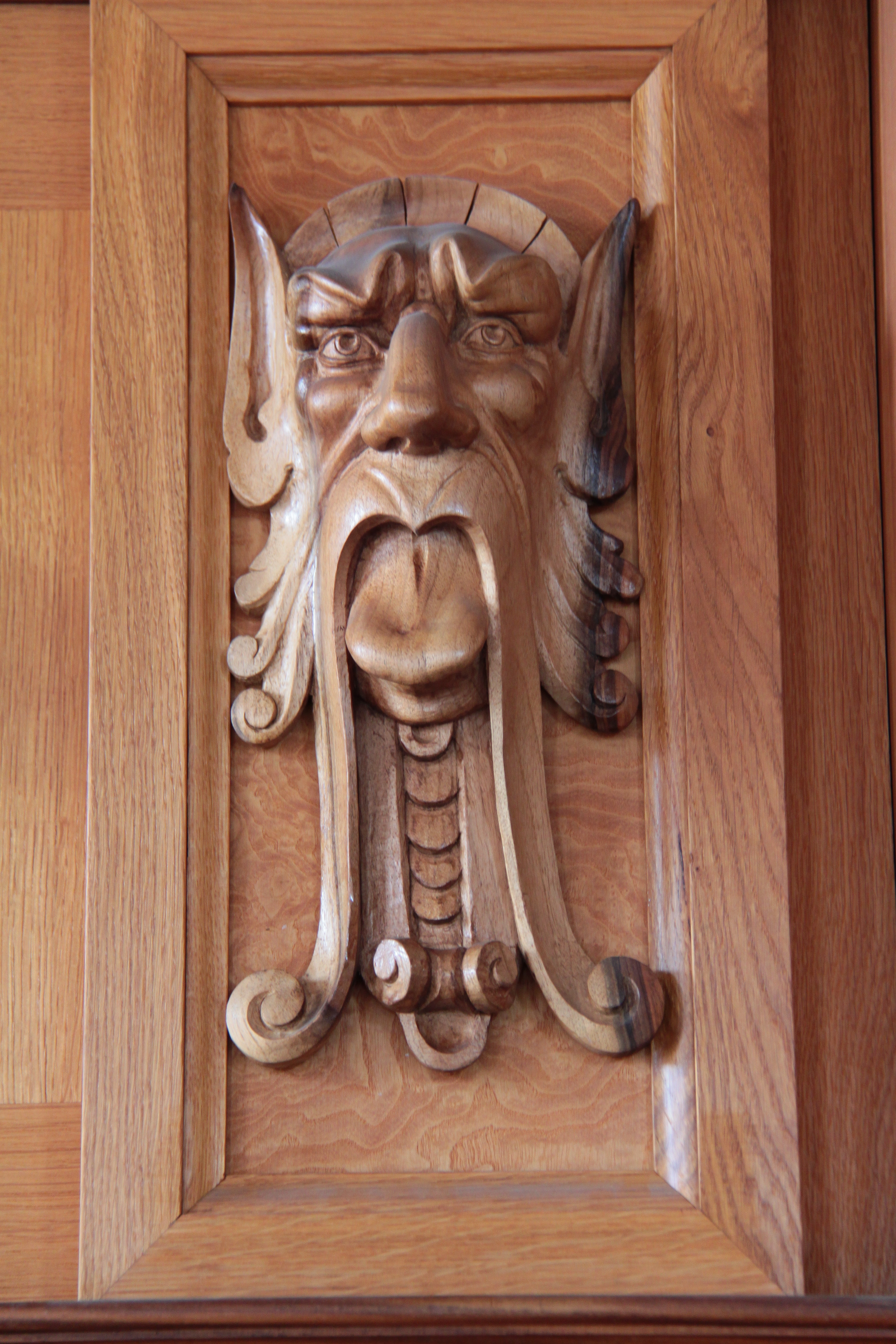
Рельеф стены